# Митрополит дабробосански Мелетије
Мелетије  (Милинковић, Милековић, Умиљеновић) је био митрополит дабро-босански у периоду од 1713–1740. године.

## Биографија
Након смрти митрополита Висариона 1708. године, као јеромонах Мелетије је управљао Дабро-босанском епархијом, до доласка митрополита Мојсија (Петровића) 1709. године. Пошто се митрополит Мојсије кратко задржао у Сарајеву, Дабро-босанска епархија је опет остала без свог епархијског архијереја.
Мелетије, ранији егзарх, изабран је за митрополита дабро-босанског 1713. године, али је на дужност ступио тек крајем 1714. године.
Био је веома активан на свим пољима. По његовом наређењу написана је књига Хиротонија, а за његово време је подигнута стара црква Светих арханђела у Сарајеву, којој је поклонио часну трапезу, саковао нову петохљебницу, купио октоих, донете су књиге из манастира Свете Тројице, исликана икона пресвете Богородице а откупљено украдено јеванђеље. 
Умро је у Сарајеву 24. децембра 1740. године  .